# 新疆時間

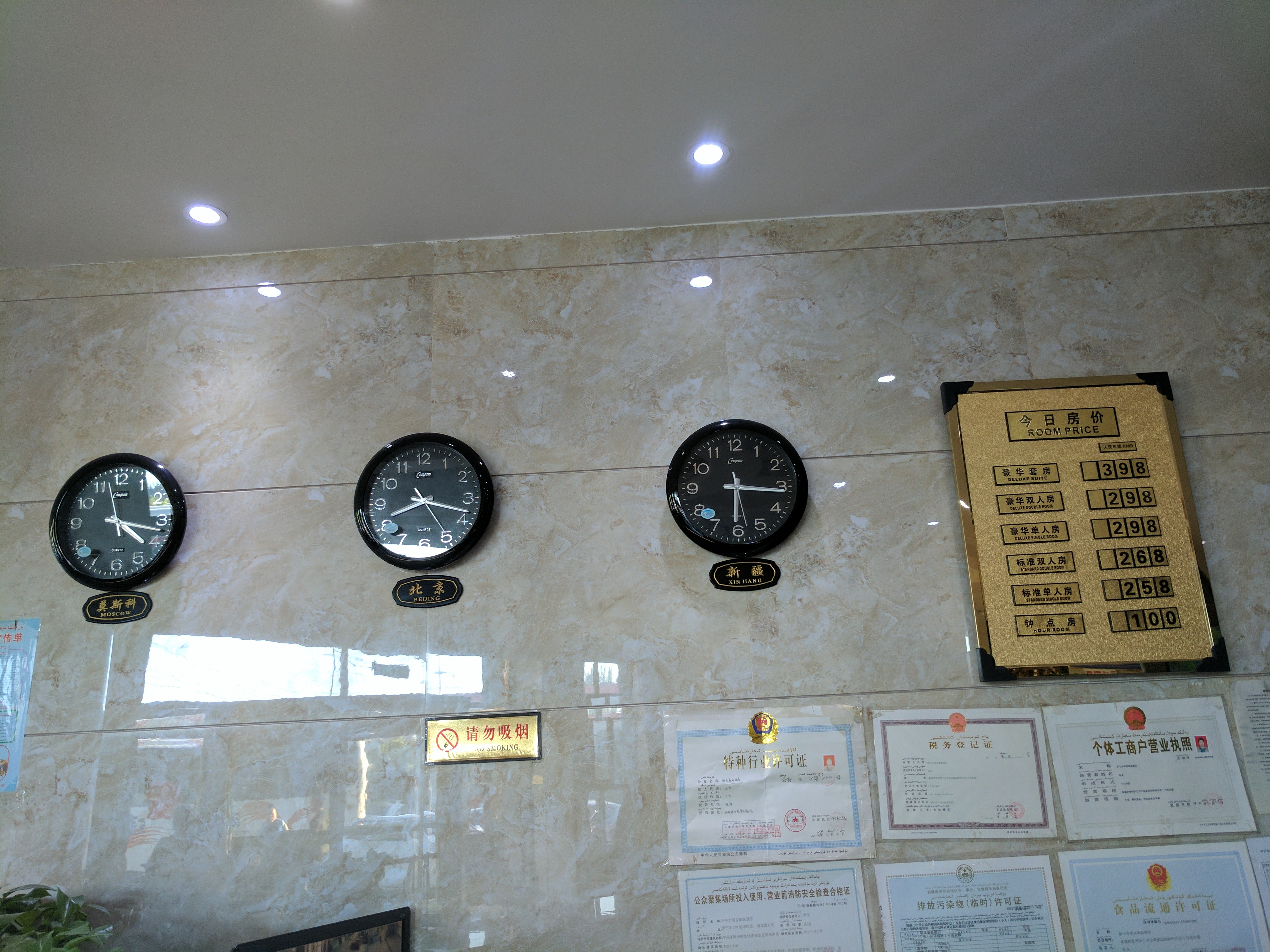
新疆伊寧某酒店的时钟，从左至右分别为莫斯科时间、北京时间和新疆时间

新疆時間（維吾爾語：شىنجاڭۋاقتى‎），或稱烏魯木齊時間，是一個出於當地地理位置因素而設定的時間標準。該時間標準相當於UTC+06:00時間，比对应UTC+08:00的北京時間慢兩小時。此時間標準與北京時間共同平行地在中國新疆维吾尔自治区內使用。

## 歷史
在1970－80年代間，新疆時間曾被多次廢除後再恢復。1986年2月，中國政府批准了在新疆民間採用新疆時間（UTC+6），而在鐵路、航空和郵電等業務上繼續採用北京時間。但是新疆的汉族人对此从来没有执行，并一直使用北京时间。

## 應用
現時，新疆當地使用的時區基本上是按民族界線劃分，大部分漢族人採用北京時間，但使用北京時間的居民也會按照當地太陽運行的時間來調整作息時間，而大部分維吾爾族等其他民族的人則採用烏魯木齊時間。部分當地政府部門同時使用兩個時間。兩個標準的共存導致當地居民溝通時容易出現混亂，特別是在不同民族居民間進行溝通時。在這種情況下當地居民需要特別聲明所指的時間為哪個時區，或者按照談話對象轉換時區以免混淆。在新疆电视台，曾经长期使用两套时间标准（其漢語頻道採用北京時間而維吾爾語和哈薩克語頻道採用新疆時間）的情況反映了此一現象。
2014年，蘋果公司發佈了新版本的iOS流動作業系統，並靜默地将位於新疆的用戶的時間改為烏魯木齊時間。由於新疆部分用戶此前使用北京時間來設置鬧鈴，此次未有聲明的更動導致部分用戶的鬧鈴沒有在預定的時刻響起，從而導致當天部分居民的日常生活受到影響。

## 时区信息数据库
使用新疆时间的地区在时区信息数据库有如下区域。
| 国家代码 | 坐标        | 时区         | 名称     | 标准时 | 夏令时 | 注释            |
| -------- | ----------- | ------------ | -------- | ------ | ------ | --------------- |
| CN       | +4348+08735 | Asia/Urumqi  | 新疆时间 | UTC+6  | 无     |                 |
| CN       | +3929+07559 | Asia/Kashgar |          | UTC+6  | 无     | 指向Asia/Urumqi |

## 相关事件
据人权观察2018年的一份报告，一名维吾尔男子因将手表设置为新疆时间被送往再教育营。

## 外部連結
- 新疆時間